# Lagerstroemia venusta
Lagerstroemia venusta är en fackelblomsväxtart som beskrevs av Nathaniel Wallich och Charles Baron Clarke. Lagerstroemia venusta ingår i släktet Lagerstroemia och familjen fackelblomsväxter. Inga underarter finns listade i Catalogue of Life.